# الحياة البرية في السنغال

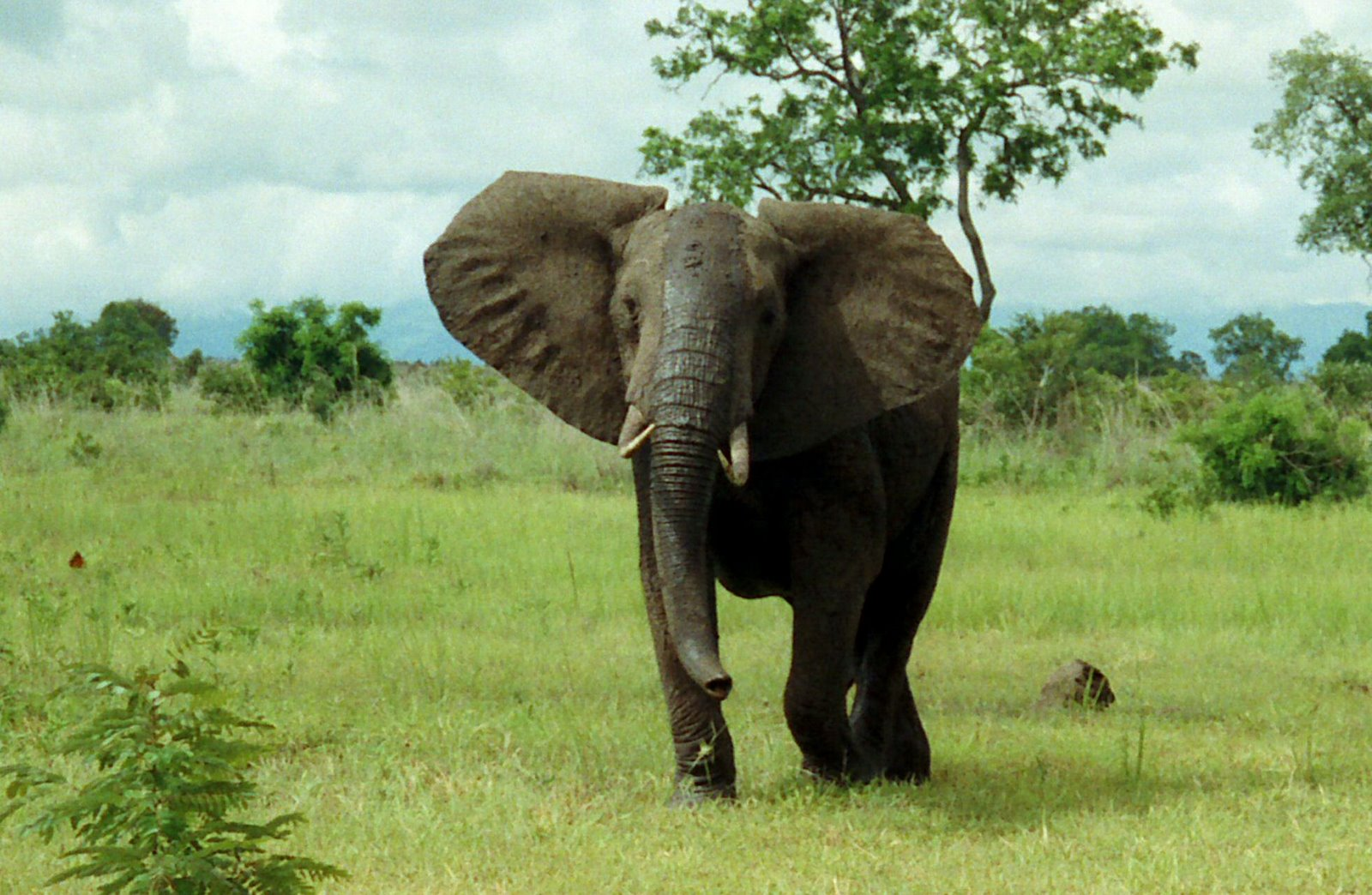
فيل الأحراش الأفريقي

الحياة البرية في السنغال تتألف من الحياة النباتية (الفلورا) و الحياة الحيوانية (الفونا). سنغال لديها 188 نوعا من ثدييات و 664 نوعا من طيور.

## الحياة الحيوانية

### حشرات
- قائمة الفرشات في السنغال
- قائمة العثث في السنغال